# Pierre Amelius
Pierre ou Pierre Amelius est un prélat du XIVe siècle que le pape Urbain VI tente d'imposer en Bretagne en opposition aux évêques nommés par son concurrent Clément VII.

## Éléments de biographie
Pierre est le confesseur d'Urbain VI. On l'identifie avec Pierre Amelius, augustin, docteur en théologie, sacriste du Pape, pénitencier apostolique et bibliothécaire de Grégoire XI. Il avait été nommé abbé commendataire de Saint-Méen après le 29 août 1374 puis évêque de Sinigaglia le 16 janvier 1375. Urbain VI annonce au roi d'Angleterre son transfert sur le siège le plus riche de Bretagne l'évêché de Dol le 16 juin 1381. Néanmoins il ne siège jamais et ne sera qu'un évêque in partibus scismaticorum face aux évêques investis par Clément VII, Guy de Roye puis Évrard de Trémagon.